# 혹성탈출
《혹성탈출》(영어: Planet of the apes, 프랑스어: La Planète des singes)은 프랑스 소설가 피에르 불의 《혹성탈출》을 원작으로 한 영화 미디어 믹스이다. 영화 시리즈는 보통 이십세기폭스필름에서 배급한다.